# Devil's Triangle
Pour plus de détails, voir Fiche technique et Distribution.
Devil's Triangle (en français : Le Triangle du Diable) est un film d'aventures américain réalisé par Brendan Petrizzo, sorti en 2021. Il met en vedettes dans les rôles principaux Fred Williamson, Morgan Bradley et Alyson Gorske. Le film a été produit par The Asylum.

## Synopsis
Un avion se trouve dans le tristement célèbre triangle des Bermudes, situé entre les Bermudes et Porto Rico, et subit de graves turbulences en raison d’une tempête. Les systèmes tombent progressivement tous en panne et l’équipage perd le contrôle de l’avion. Un peu plus tard, l’avion est frappé par plusieurs missiles, à la suite de cela il s’écrase. Les quelques survivants, dont les biologistes marins Vera et Del Collins, tentent de s’échapper vers une île voisine. Certains d’entre eux sont victimes des requins. Soudain, un monstre marin à trois têtes sort de l’eau et dévore un requin. Sur l’île, les survivants rencontrent des habitants, qui sont membres du peuple de la légendaire Atlantide et qui se font appeler Atlantes. Ils les capturent.
L’Atlantide est située dans un grand dôme rempli d’oxygène dans un royaume sous-marin du Triangle du Diable. Les Atlantes les emmènent dans un sous-marin vers la ville légendaire, qui est gardée par l’Hydre, le monstre marin à trois têtes. Le groupe est enthousiasmé par la sophistication technique de l’Atlantide. Les habitants de l’Atlantide, cependant, sont tout sauf amicaux envers eux. Le roi Nérée les trompe avec son hospitalité et dit à l’ancien pilote de chasse Sam Taylor qu’il a besoin de son aide pour empêcher le réchauffement climatique par des attaques ciblées avec des armes sophistiquées. En fait, il a l’intention d’attaquer l’humanité avec des armes nucléaires et d’utiliser Sam comme pilote.
Les compagnons d’armes de Sam découvrent sa véritable intention. Maintenant, le roi leur révèle que les Atlantes sont fatigués de leur vie cachée sous la mer, et qu’il planifie donc une attaque contre l’humanité avec ses guerriers. À cette fin, au fil des décennies un certain nombre de sous-marins nucléaires ont été capturés, pour être maintenant retournés contre l’humanité qui les a construits. En outre, il y a dans les rangs des Atlantes plusieurs monstres marins puissants. 
Vera et Del Collins rencontrent Pluton, un ancien soldat qui a également été capturé. Avec son aide, ils veulent faire échouer l’attaque des Atlantes. Maintenant, les survivants sont utilisés comme moyen de pression pour forcer Sam à aider les Atlantes. Dans une bagarre, ils s’échappent de leur captivité. Pluton parvient à infliger de lourdes pertes aux Atlantes avec un lance-flammes et exaspère également l’hydre. Celle-ci, ne pouvant plus distinguer l’ami de l’ennemi dans sa rage, mange le roi Nérée. Pluton, Sam, Vera, Del et les autres profitent de ce moment pour monter dans le sous-marin et quitter l’Atlantide en toute sécurité.

## Distribution
- Fred Williamson : Pluton
- Morgan Bradley : Vera Collins
- Alyson Gorske : Sam Taylor
- Liam Hawley : Del Collins
- Torrey Richardson : Ruth Dubois
- Mark Valeriano : Owen Dubois
- Myrom Kingery : Le roi Nérée
- Alissa Filoramo : Archimède
- Anthony W. Preston : Erastos
- Jordy Tulleners : Achille
- Victoria Grant : Dimos
- Anna Shields : Midge
- Alejandro De Anda : Justin
- Diana Prince : Diana
- Meg Colburn : Gina
- Jeremy Miller : Ajax
- Veronika Issa : Cadmus
- Marco Torres : Passager[1]

## Production
Le film a célébré sa première aux États-Unis le 26 novembre 2021. En Allemagne, le film est sorti le 25 février 2022 en location vidéo. Sa première diffusion télévisée gratuite en Allemagne a eu lieu le 31 mai 2022 sur Tele 5.
Le film a utilisé des séquences provenant de productions précédentes de The Asylum. Par exemple, on peut voir la scène de Megalodon où le requin dévore un sous-marin.

### Tournage
Le film a été tourné à San Diego.

## Accueil

### Réception critique
Filmdienst décrit un « Mélange brut d’éléments fantastiques et d'horreur, avec lequel le studio de déchets The Asylum n’imite pas un modèle hollywoodien au meilleur budget, pour changer. »
TV Spielfilm résume : « C’est là que le non-sens dans le triangle saute d’avant en arrière.
Dans l’Internet Movie Database, le film a une note de 2,2 étoiles sur 10,0 possibles (au 26 mai 2022) avec plus de 280 votes.